# Concílios ecumênicos católicos

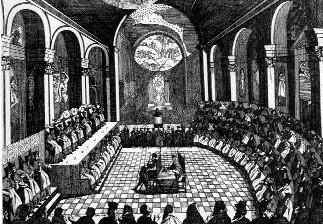
Uma sessão do Concílio de Trento, de uma gravura

Segundo a Igreja Católica, um Concílio da Igreja é ecumênico ("mundial") se for "uma congregação solene dos bispos católicos do mundo a convite do Papa para decidir com ele sobre assuntos da Igreja". O termo mais amplo "concílio ecumênico" se refere aos concílios da Igreja reconhecidos tanto pelo cristianismo oriental quanto ocidental.
No catolicismo, além dos Concílios ecumênicos, existem os “Concílios particulares”. O Direito Canônico atual reconhece dois tipos de Concílios particulares: os concílios plenários envolvem os bispos de uma conferência episcopal (geralmente um único país), enquanto os concílios provinciais envolvem os bispos de uma província eclesiástica.
A Igreja Católica reconhece como ecumênicos 21 concílios que ocorreram ao longo de um período de cerca de 1900 anos. A natureza ecumênica de alguns Concílios foi contestada por algum tempo, mas acabou sendo aceita, por exemplo, o Primeiro Concílio de Latrão e o Concílio de Basileia. Um livro de 1539 sobre concílios ecumênicos do Cardeal Dominicus Jacobazzi excluiu-os, assim como outros estudiosos.
Os primeiros séculos não conheceram concílios em larga escala; eles só foram possíveis depois que o Imperador Constantino concedeu à Igreja liberdade de culto. Como resultado, o Concílio de Jerusalém ou Concílio Apostólico, realizado em Jerusalém por volta de 50 d.C. e descrito nos Atos dos Apóstolos, capítulo 15, não é um Concílio ecumênico, embora a maioria das denominações cristãs considere que ele expressa uma parte fundamental da doutrina e do ensino moral cristãos.

## Primeiros quatro concílios ecumênicos (séculos IV-V)
Os primeiros concílios compreendiam os hierarcas da Igreja indivisa (ou seja, tanto do Oriente quanto do Ocidente) e são aceitos como autoridades, não apenas pelos católicos, mas também pela Igreja Ortodoxa Oriental e muitas denominações protestantes.

### Primeiro Concílio de Niceia
O Primeiro Concílio de Niceia (20 de maio – 25 de julho de 325) formulou o Credo Niceno original. Mais importante ainda, o concílio definiu a igualdade de Deus Pai e Cristo, seu filho. Definiu que Jesus era da mesma substância que Deus Pai e não apenas semelhante. Ao definir a natureza da divindade de Jesus, o concílio não se baseou apenas na Bíblia, mas deu a ela uma interpretação vinculativa. O concílio emitiu 20 cânones e repudiou o arianismo.

### Primeiro Concílio de Constantinopla

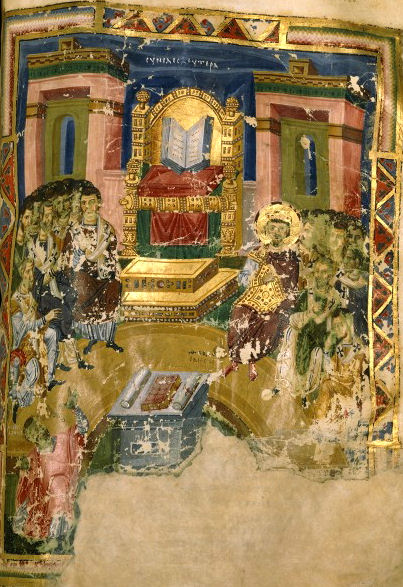
Ilustração manuscrita antiga de I Constantinopla
Homilias de Gregório Nazianzo, Bibliothèque nationale de France (879-882)

O Primeiro Concílio de Constantinopla definiu em quatro cânones o Credo Niceno, que ainda é usado na Igreja Católica. Mais importante ainda, definiu a divindade do Espírito Santo, que é derivada da Tradição Apostólica, mas não definida na Bíblia. O concílio se reuniu de maio a julho de 381, durante o pontificado do Papa Dâmaso I, e emitiu quatro cânones.

### Concílio de Éfeso
O Concílio de Éfeso proclamou a Virgem Maria como a Theotokos (do grego: Θεοτόκος, "Mãe de Deus" ou "portadora de Deus"). O concílio se reuniu em sete sessões durante o pontificado do Papa Celestino I, de 22 de junho a 17 de julho de 431. Condenou o nestorianismo.

### Concílio de Calcedônia
O Concílio de Calcedônia definiu as duas naturezas (divina e humana) de Jesus Cristo. “Ensinamos unanimemente que o único filho, Nosso Senhor Jesus Cristo, é totalmente Deus e totalmente homem.” Reuniu-se em 17 sessões de 8 de outubro a novembro de 451, durante o pontificado do Papa Leão Magno. Emitiu 28 cânones, o último definindo a igualdade dos bispos de Roma e Constantinopla, que foi rejeitado pelos delegados papais e pelo Papa Leão Magno.

## Concílios dos séculos VI a IX

### Segundo Concílio de Constantinopla
O concílio tratou novamente da questão das duas naturezas de Cristo, já que o monofisismo havia se espalhado pelo cristianismo apesar das decisões de Calcedônia. O concílio reuniu-se de 5 de maio a 2 de junho de 553, em oito sessões durante o pontificado do Papa Vigílio, que foi preso durante o concílio pelo imperador. Condenou "Três Capítulos" dos escritos nestorianos. Várias províncias católicas recusaram-se a aceitar o Segundo Concílio de Constantinopla devido às pressões políticas.

### Terceiro Concílio de Constantinopla
O concílio repudiou o monotelismo e reafirmou que Cristo, sendo humano e divino, tinha vontades humanas e divinas. Reuniu-se em dezesseis sessões de 7 de novembro de 680 até 16 de setembro de 681. O concílio foi realizado durante os pontificados do Papa Agatão e do Papa Leão II. Também condenou Honório por aderir ao monotelismo.

### Segundo Concílio de Niceia
Em 730, o imperador proibiu representações pictóricas de Cristo e dos santos. O Papa argumentou contra a iconoclastia e convocou em 731 um concílio local em Roma, sem sucesso. O Segundo Concílio de Niceia discutiu e restaurou a veneração dos ícones usando a Bíblia e a tradição da Igreja como argumentos. Imagens de Cristo, da Bem-Aventurada Virgem Maria e dos Santos eram usadas para estimular a piedade e a imitação. O concílio reuniu-se em oito sessões de 24 de setembro a 23 de outubro de 787, durante o pontificado do Papa Adriano I. Emitiu vinte cânones. Este foi o último concílio ecumênico a ser aceito pelas igrejas orientais e ocidentais.

### Quarto Concílio de Constantinopla
Com a coroação de Carlos Magno pelo Papa Leão III em 800, seu novo título como Patricius Romanorum e a entrega das chaves do Túmulo de São Pedro, o papado adquiriu um novo protetor no Ocidente. Isto libertou os pontífices até certo ponto do poder do imperador em Constantinopla, mas também levou a um cisma, porque os imperadores e patriarcas de Constantinopla se interpretaram como os verdadeiros descendentes do Império Romano, que remonta aos primórdios da Igreja. O Papa Nicolau I se recusou a reconhecer o Patriarca Fócio I de Constantinopla, que por sua vez atacou o papa como herege, porque ele manteve o Filioque no credo, que se referia ao Espírito Santo procedendo do Pai e do Filho. O concílio condenou Fócio, que questionou a legalidade dos delegados papais que presidiam o concílio, e pôs fim ao cisma. O concílio se reuniu em dez sessões de outubro de 869 a fevereiro de 870 e emitiu 27 cânones.

## Concílios da Alta Idade Média (séculos XII a XIV)
Todos esses concílios ocorreram no Ocidente e contaram com a presença de bispos ocidentais.

### Primeiro Concílio de Latrão
Os sucessores de Carlos Magno insistiram cada vez mais no direito de nomear bispos por conta própria, o que levou à Questão das Investiduras com os papas. A Concordata de Worms assinada pelo Papa Calisto II incluiu um compromisso entre as duas partes, pelo qual somente o papa nomeia bispos como chefes espirituais, enquanto o imperador mantém o direito de conceder cargos e honrarias seculares. O Papa Calisto invocou o concílio para ratificar este acordo histórico. Restaram poucos documentos e protocolos das sessões e 25 cânones aprovados. O conselho se reuniu de 18 de março a 5 de abril de 1123.

### Segundo Concílio de Latrão

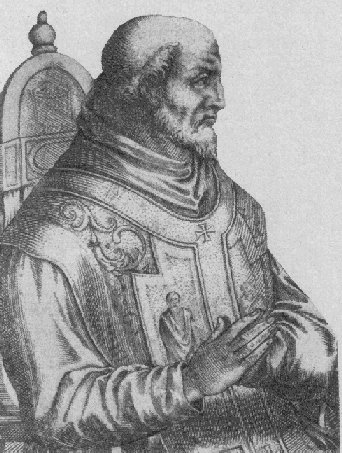
Papa Inocêncio II

Após a morte do Papa Honório II (1124–1130), dois papas foram eleitos por dois grupos de cardeais. Dezesseis cardeais elegeram o Papa Inocêncio II, enquanto outros elegeram o antipapa Anacleto II. O concílio depôs o antipapa e seus seguidores. Em decisões importantes sobre o celibato de padres católicos, os casamentos clericais de padres e monges, que até 1139 eram considerados ilegais, foram definidos e declarados inexistentes e inválidos. O concílio se reuniu sob o Papa Inocêncio II em abril de 1139 e emitiu 30 cânones.

### Terceiro Concílio de Latrão
O concílio estabeleceu a maioria de dois terços necessária para a eleição de um papa. Essa maioria de dois terços existiu até o Papa João Paulo II. Sua mudança foi revertida para a antiga maioria de dois terços pelo Papa Bento XVI em seu motu proprio, De Aliquibus Mutationibus, de 11 de junho de 2007. Ainda são válidos hoje os regulamentos que proibiram a simonia e a elevação a cargos episcopais para qualquer pessoa com menos de trinta anos. O concílio também decidiu que é ilegal vender armas ou bens que possam ajudar no armamento de potências muçulmanas. Os sarracenos e os judeus foram proibidos de manter escravos cristãos. Todas as catedrais deveriam nomear professores para crianças indigentes e de baixa renda. O catarismo foi condenado como uma heresia. Este concílio é bem documentado: há relatos que incluem a saga de um bispo irlandês cuja renda consistia no leite de três vacas. Se uma das vacas deixasse de dar leite, os fiéis eram obrigados a doar outro animal. O concílio se reuniu em março de 1179 em três sessões e emitiu 27 capítulos, todos aprovados pelo Papa Alexandre III.

### Quarto Concílio de Latrão
O concílio ordenou que todo cristão em pecado grave se confesse e receba a Sagrada Eucaristia pelo menos uma vez por ano, na Páscoa . O concílio repetiu formalmente o ensinamento católico de que Cristo está presente na Eucaristia e, assim, esclareceu a transubstanciação. Ele tratava de diversas heresias sem citar nomes, mas pretendia incluir os cátaros e vários teólogos católicos. Também tomou várias decisões políticas. Reuniu-se em apenas três sessões em novembro de 1215, sob o Papa Inocêncio III, e emitiu 70 cânones.

### Primeiro Concílio de Lyon
O concílio deu continuidade às decisões políticas do concílio anterior ao depor Frederico II como rei dos germânjcos e imperador. Frederico foi acusado de heresia, traição e de apreender um navio com cerca de 100 prelados que iriam comparecer a uma reunião com o papa. Frederico proibiu a participação no concílio e bloqueou o acesso de Lyon à Alemanha. Portanto, a maioria dos padres conciliares era originária da Espanha, França e Itália. O concílio se reuniu em três sessões a partir de 28 de junho de 1245 e emitiu 22 capítulos, todos aprovados pelo Papa Inocêncio IV.

### Segundo Concílio de Lyon
O Papa Gregório X definiu três objetivos para o concílio: ajuda a Jerusalém, união com a Igreja Ortodoxa Grega e reforma da Igreja Católica. O concílio conseguiu uma unidade de curta duração com os representantes gregos, que foram denunciados por isso quando retornaram pela hierarquia e pelo imperador. Foi definido um ensinamento sobre o purgatório. Os conclaves papais eram regulamentados no Ubi periculum, que especificava que os eleitores deveriam ser trancados durante o conclave e, se não conseguissem chegar a um acordo sobre um papa após oito dias, receberiam apenas água e pão. As ordens franciscana, dominicana e outras tornaram-se controversas devido à sua crescente popularidade. O concílio confirmou seus privilégios. O Papa Gregório X aprovou todos os 31 capítulos, depois de modificar alguns deles, indicando claramente as prerrogativas papais. O conselho se reuniu em seis sessões, de 7 de maio a 17 de julho de 1274, sob sua liderança.

### Concílio de Vienne

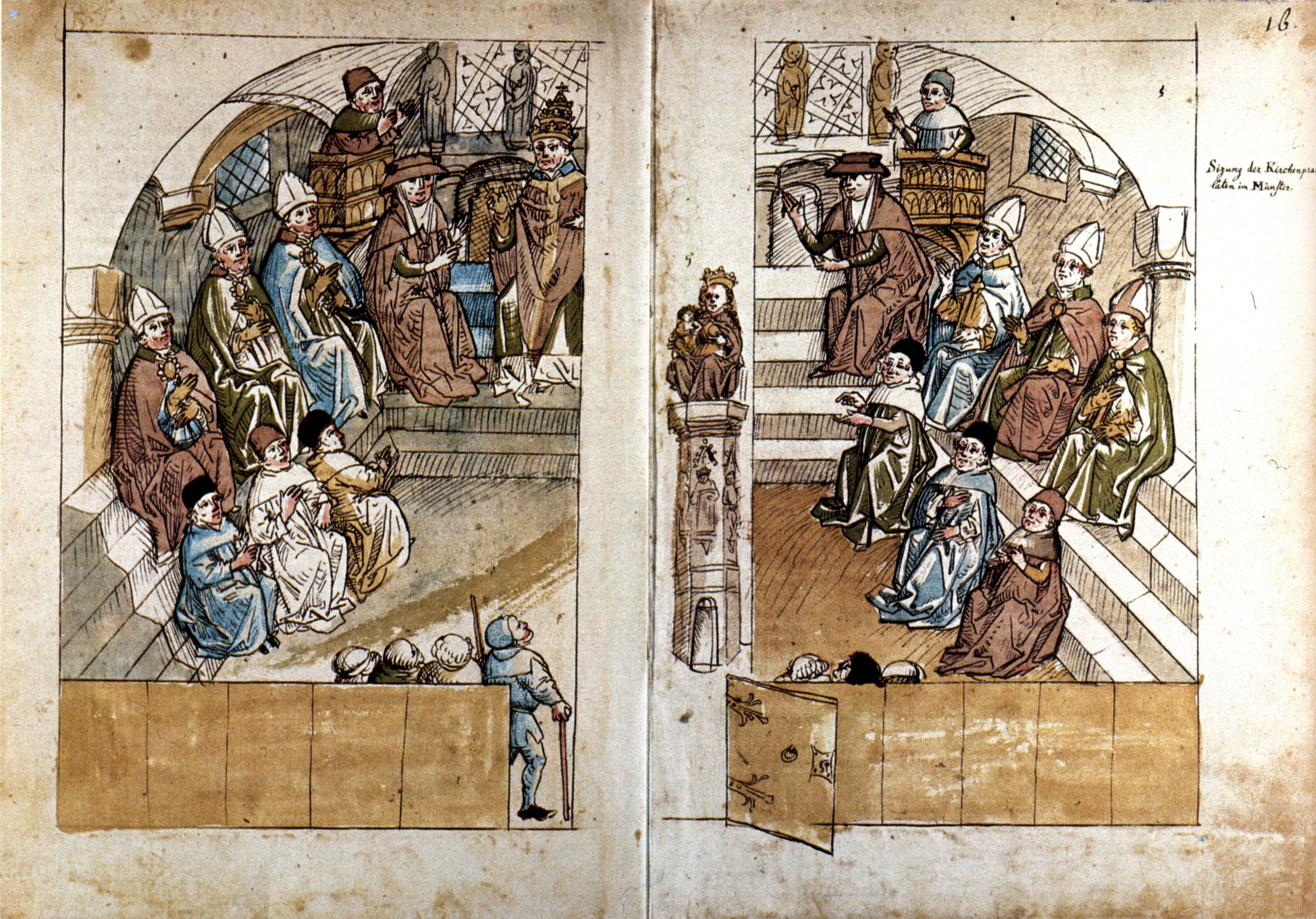
Bispos debatem com o papa no Concílio de Constança

O Papa Clemente V abriu solenemente o concílio com uma liturgia, que tem sido repetida desde então em todos os concílios ecumênicos católicos. Ele entrou na Catedral com vestes litúrgicas e uma pequena procissão e tomou seu lugar no trono papal. Os patriarcas, seguidos pelos cardeais, arcebispos e bispos, eram os próximos na hierarquia. O Papa deu a bênção ao coro, que entoou o Veni Sancte Spiritus. O Papa fez uma oração ao Espírito Santo, a ladainha dos santos foi recitada e somente após uma oração adicional o Papa abriu o concílio formalmente. Ele mencionou quatro tópicos: a Ordem dos Cavaleiros Templários, a reconquista da Terra Santa, uma reforma da moralidade pública e liberdade para a Igreja. Clemente V pediu aos bispos que listassem todos os seus problemas com a Ordem. Os Templários se tornaram um obstáculo para muitos bispos porque podiam agir independentemente deles em áreas vitais, como preencher paróquias e outros cargos. Muitas acusações contra a ordem não foram aceitas, pois o Papa decidiu que confissões sob tortura eram inadmissíveis. Ele retirou o apoio canônico à ordem, mas recusou-se a entregar suas propriedades ao rei francês. Os padres conciliares discutiram outra cruzada, mas foram convencidos por Raimundus Lullus de que o conhecimento de línguas estrangeiras é a única maneira de cristianizar muçulmanos e judeus. Ele propôs com sucesso o ensino das línguas grega, hebraica e árabe nas universidades católicas. Com isso, considera-se que o concílio deu início às políticas missionárias modernas. Nas três sessões, o concílio discutiu outros ideais franciscanos de pobreza. Reuniu-se de outubro de 1311 até maio de 1312.

## Concílios de Reforma (séculos XV-XVI)

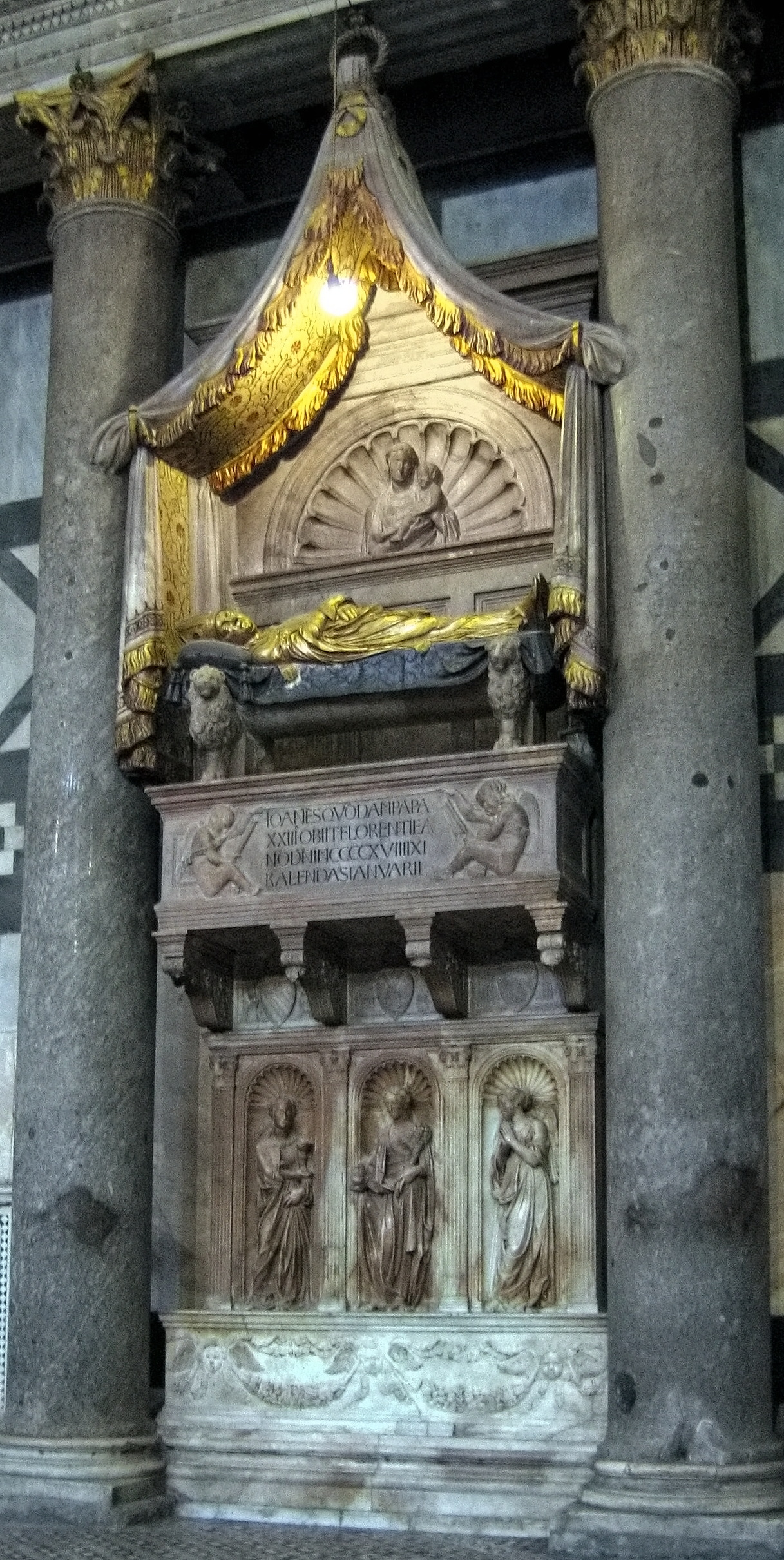
Túmulo do antipapa João XXIII.

Todos esses concílios foram convocados para reformar a Igreja. Os três primeiros foram sobre a alegada superioridade de um concílio ecumênico sobre o papa.

### Concílio de Constança
Antes do concílio, houve o Cisma do Ocidente, com três papas reivindicando legitimidade cada um. Um deles, João XXIII, pediu que o concílio acontecesse em Constança, na Alemanha, esperando que isso lhe garantisse legitimidade adicional. Quando a opinião do concílio se voltou contra ele em março de 1415, ele fugiu para Schaffhausen e se escondeu em várias aldeias da Floresta Negra, como Saig.
Após sua fuga, o concílio emitiu a famosa declaração Haec sancta synodus, que declarou que os papas estão abaixo, não acima, de um concílio ecumênico. O concílio depôs os três papas e elegeu o Papa Martinho V, que fez as pazes com João XXIII ao criá-lo cardeal. Também previu a realização de concílios futuros e assinou cinco concordatas com as principais nações participantes.
As reformas não se materializaram como esperado, porque os reformadores discordavam entre si. John Hus, um reformador boêmio, recebeu uma garantia imperial de salvo-conduto de ida e volta para o concílio. No entanto, depois de ter violado o acordo ao celebrar a missa e pregar em público, foi preso, julgado por heresia e queimado na fogueira pelas autoridades civis em 1415.
O Concílio de Constança foi um dos mais longos da história da Igreja, reunindo-se em 45 sessões de 4 de novembro de 1414 até 22 de abril de 1418. O fluxo de 15.000 a 20.000 pessoas à cidade medieval de 10.000 habitantes criou uma inflação monetária dramática: o poeta alemão Oswald von Wolkenstein escreveu: "Só de pensar em Constança, a minha bolsa começa a doer".

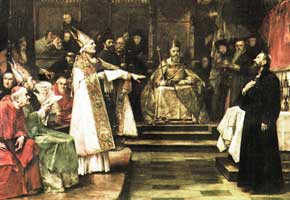
Pintura de John Hus no Concílio de Constança por Václav Brožík

### Concílio de Basileia-Ferrara-Florença
O concílio continuou o debate sobre o conciliarismo. O delegado papal abriu o concílio em Basileia em 23 de julho de 1431, sem a presença de um único bispo. Quando ele tentou fechá-lo mais tarde, os bispos insistiram em mencionar o papa no concílio, que ele recusou. O concílio continuou por conta própria e emitiu vários decretos sobre a reforma na Igreja. A maioria dos participantes eram teólogos; os bispos representavam apenas dez por cento dos eleitores elegíveis. O Papa transferiu o concílio para Ferrara, onde obteve um grande sucesso, quando a Igreja Ortodoxa Grega concordou com a unidade com Roma. Mas o conciliarismo continuou a ser a tendência politicamente correta, uma vez que “reforma” e “concílio” eram vistos como inseparáveis. Formalmente, o Conselho de Basileia nunca foi fechado. O concílio decretou em 1439 (uma união de curta duração) com as Igrejas Grega, Armênia e Jacobita (1442). O conselho teve 25 sessões de julho de 1431 até abril de 1442. Reuniu-se sob o Papa Eugênio IV em Basileia, Alemanha, e Ferrara e Florença, Itália. Foi transferido para Roma em 1442.

### Quinto Concílio de Latrão
O Quinto Concílio de Latrão foi aberto sob a liderança do Papa em Roma. Ensinava que a alma de um ser humano vive para sempre (mas veja a compreensão atual da vida eterna). Assim como os concílios anteriores, condenou as heresias afirmando o oposto sem mencionar nomes. O sermão de abertura incluiu a frase: "As pessoas devem ser transformadas pela santidade, não pela santidade do povo.". O tema era a reforma e inúmeras pequenas reformas foram aprovadas pelo concílio, como a seleção de bispos, questões tributárias, educação religiosa, treinamento de padres, sermões aprimorados, etc., mas as questões maiores não foram abordadas e o Papa Leão X não era particularmente reformista. O concílio condenou como ilegal uma reunião anterior em Pisa. O concílio se reuniu de 1512 a 1517 em doze sessões sob o Papa Júlio II e seu sucessor, o Papa Leão X. Este foi o primeiro concílio a ter um representante do Novo Mundo, Alessandro Geraldini, o Arcebispo de São Domingos, presente.

### Concílio de Trento

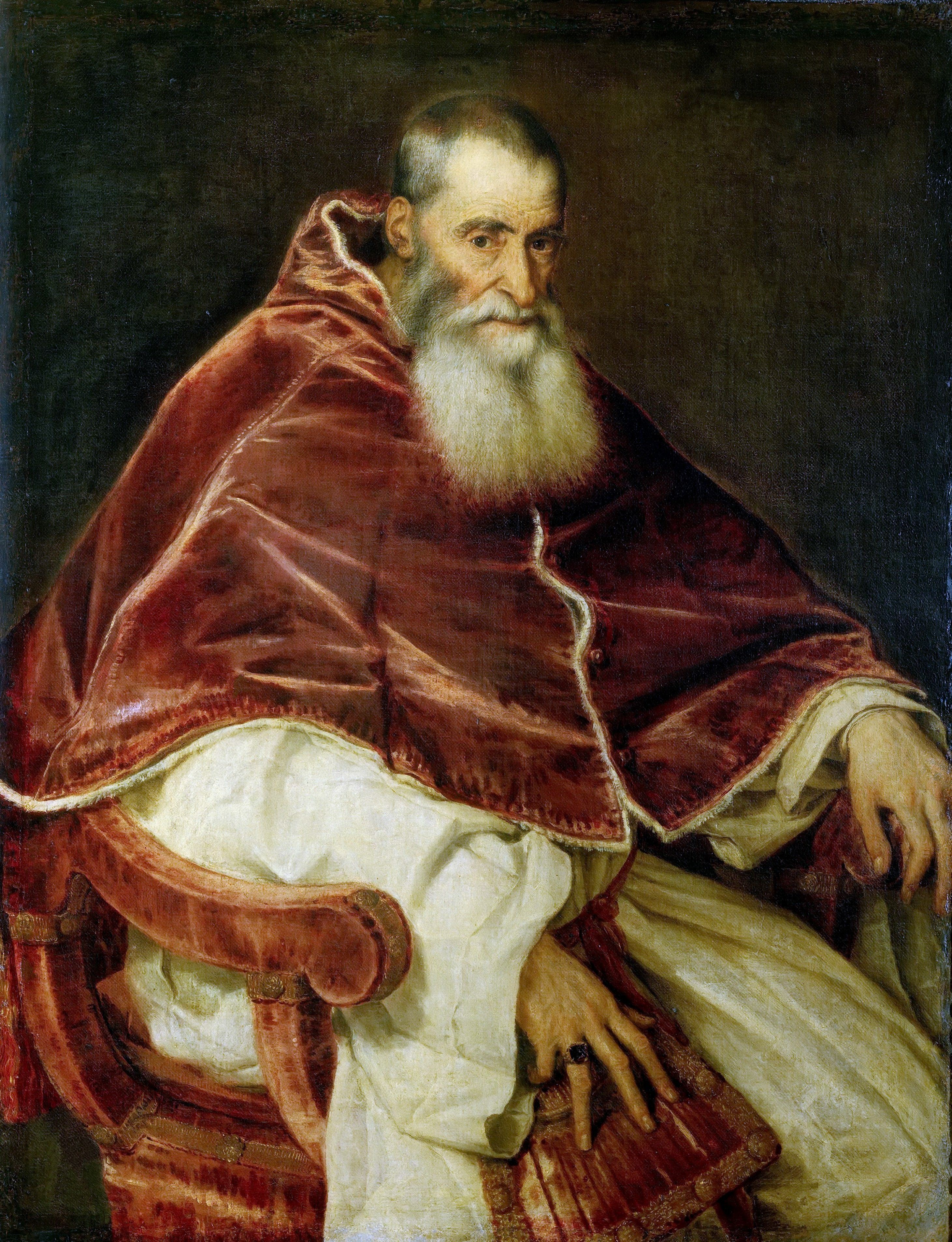
O Papa Paulo III convocou o Concílio de Trento

O concílio emitiu condenações sobre o que definiu como heresias protestantes e definiu os ensinamentos da Igreja nas áreas da Escritura e Tradição, Pecado Original, Justificação, Sacramentos, Eucaristia na Santa Missa e veneração dos santos. Emitiu vários decretos de reforma. Ao especificar a doutrina católica sobre a salvação, os sacramentos e o cânone bíblico, o concílio estava respondendo às disputas protestantes. O concílio confiou ao papa a implementação de seu trabalho, como resultado do qual o Papa Pio V emitiu em 1566 o Catecismo Roman
o, em 1568 um Breviário Romano revisado e em 1570 um Missal Romano revisado, iniciando assim a Missa Tridentina (do nome latino de Trento, Tridentum), e o Papa Clemente VIII emitiu em 1592 uma edição revisada da Vulgata.
O Concílio de Trento é considerado um dos concílios mais bem-sucedidos da história da Igreja Católica, consolidando a crença católica conforme entendida na época. Reuniu-se em Trento entre 13 de dezembro de 1545 e 5 de dezembro de 1563, em vinte e cinco sessões por três períodos. Os padres conciliares reuniram-se para as sessões 1 a 8 em Trento (1545-1547) e para as sessões 9 a 11 em Bolonha (1547) durante o pontificado do Papa Paulo III. Durante o pontificado do Papa Júlio III, o concílio se reuniu em Trento (1551 – 1552) para as sessões 12 a 16. Durante o pontificado do Papa Pio IV as sessões 17 a 25 foram em Trento (1559 – 1565).

## Concílios dos séculos XIX e XX

### Concílio Vaticano Primeiro
O concílio foi convocado pelo Papa Pio IX em 1869 e teve que ser interrompido prematuramente em 1870 devido ao avanço das tropas italianas. Em pouco tempo, emitiu definições da fé católica, do papado e da infalibilidade papal. Muitas questões permaneceram incompletas, como a definição da Igreja e a autoridade dos bispos. Muitos católicos franceses desejavam a dogmatização da infalibilidade papal e a assunção de Maria no concílio ecumênico.
Nove petições mariológicas favoreciam um possível dogma de assunção, que, no entanto, foi fortemente contestado por alguns padres conciliares, especialmente da Alemanha. Em 8 de maio, os padres rejeitaram uma dogmatização da época, decisão compartilhada pelo Papa Pio IX. O conceito de corredentora também foi discutido, mas deixado em aberto. Em seu apoio, os padres conciliares destacaram a maternidade divina de Maria e a chamaram de mãe de todas as graças. Mas na época do Vaticano II foi ignorado pelas razões apresentadas e mais tarde evitado devido à sua ambiguidade. O concílio reuniu-se em quatro sessões, de 8 de dezembro de 1869 a 18 de julho de 1870.

### Concílio Vaticano II
O Concílio Vaticano II foi convocado pelo Papa João XXIII e se reuniu de 1962 a 1965. Diferentemente da maioria dos concílios anteriores, este não emitiu nenhuma condenação, pois seu objetivo era pastoral. Apesar disso, emitiu 16 documentos magisteriais:
- quatro constituições (sobre a restauração da liturgia "segundo a norma original dos Padres", sobre a natureza da Igreja, sobre sua relação com o mundo moderno e sobre a promoção da Escritura e dos estudos bíblicos );
- nove decretos (a atividade missionária da Igreja, o ministério e a vida dos sacerdotes, a formação sacerdotal, o apostolado dos leigos, a renovação da vida religiosa, o ofício pastoral dos bispos, o ecumenismo, as igrejas católicas orientais e a comunicação social);
- três declarações (sobre educação cristã, sobre religiões não-cristãs e sobre liberdade religiosa). [ ]

As sessões gerais do concílio foram realizadas nos finais de quatro anos sucessivos (em quatro períodos ) de 1962 a 1965. Durante as outras partes do ano, comissões especiais se reuniam para revisar e reunir o trabalho dos bispos e se preparar para a próxima sessão. As sessões eram realizadas em latim na Basílica de São Pedro, com sigilo mantido quanto às discussões realizadas e às opiniões expressas. Os discursos (chamados intervenções) eram limitados a dez minutos. Grande parte do trabalho do concílio, no entanto, acontecia em diversas outras reuniões da comissão (que podiam ser realizadas em outros idiomas), bem como em diversas reuniões informais e contatos sociais fora do concílio.
Os elegíveis para assentos no concílio eram 2.908 homens, chamados de padres conciliares, incluindo todos os bispos do mundo, bem como muitos superiores de ordens religiosas masculinas. Na sessão de abertura, 2.540 pessoas participaram, tornando-se o maior encontro em qualquer concílio na história da igreja. (Isto contrasta com o Vaticano I, onde compareceram 737 pessoas, a maioria da Europa.) A presença variou nas sessões posteriores de 2.100 para mais de 2.300. Além disso, um número variável de periti (palavra latina para "especialistas") estava disponível para consulta teológica — um grupo que exerceu grande influência à medida que o concílio avançava. Dezessete Igrejas Ortodoxas e denominações protestantes enviaram observadores. Mais trinta representantes de outras comunidades cristãs estavam presentes na sessão de abertura, e o número cresceu para quase cem até o final da 4ª sessão do concílio.

## Direito canônico sobre concílios ecumênicos
As regras e práticas relativas aos Concílios ecumênicos variaram ao longo dos séculos. Muitos dos Concílios anteriores não estavam sujeitos às regras atualmente em vigor, mas foram aceitos como ecumênicos pela prática da época.  Hoje, um concílio ecumênico só pode ser convocado pelo Papa, mas os oito primeiros concílios (do século IV ao século IX) foram convocados pelo imperador romano cristão. Os bispos são sempre os principais participantes nos concílios, mas uma variedade de outras pessoas participaram de diferentes concílios: por exemplo, 800 abades – superando em número os bispos – e alguns governantes seculares participaram do Quarto Concílio de Latrão (1215). Hoje, o Papa decide sobre as questões a serem discutidas e o procedimento a ser seguido em um concílio ecumênico, mas em todos os concílios, exceto os dois últimos (Vaticano I e II), estes foram decididos pelos bispos reunidos.
As disposições do Código de Direito Canônico de 1983 relativas aos concílios ecumênicos incluem a autoridade de um concílio ecumênico, a autoridade do Papa e dos participantes. O colégio dos bispos, sob e com a liderança do Papa, é “o sujeito do poder supremo e pleno sobre a Igreja universal”, e exerce esse poder “de maneira solene em um concílio ecumênico”. As decisões de um concílio ecumênico são, portanto, vinculativas para todos. O Papa tem a autoridade exclusiva de “convocar um concílio ecumênico, presidi-lo pessoalmente ou por meio de outros, transferir, suspender ou dissolver um concílio e aprovar os seus decretos”. Compete ao Papa “determinar as matérias a tratar num concílio e estabelecer a ordem a observar num concílio”. Os decretos de um concílio ecumênico não têm força obrigatória, a menos que tenham sido aprovados pelo Papa e promulgados por sua ordem. Sobre os seus participantes, diz: "Todos os bispos e apenas os bispos que são membros do colégio episcopal têm o direito e o dever de participar num concílio ecumênico com voto deliberativo.". Outros "podem ser chamados a um concílio ecumênico pela autoridade suprema da Igreja, a quem cabe determinar os seus papéis no concílio.". A participação é limitada a estas pessoas, que não podem delegar os seus direitos de voto.

## Links externos
- Enciclopédia Católica: Concílios Gerais (ver seção "Esboço histórico dos concílios ecumênicos")